# Гуппи
Гу́ппи (лат. Poecilia reticulata) — пресноводная живородящая рыба семейства пецилиевых. Обитает в Южной Америке. Популярная и неприхотливая аквариумная рыбка.

## Внешний вид
Гуппи обладают ярко выраженным половым диморфизмом — самцы и самки отличаются по размеру, форме и окраске:
Размер самцов 1,5—4 см; стройные; породистые особи часто с длинными плавниками; окраска часто яркая. Самцы имеют специализированный орган — гоноподий — анальный плавник фаллической формы.
Размер самок 3—7 см; с увеличенным брюшком, в анальной области которого видна икра; плавники всегда пропорционально меньше чем у самцов; самки из природных мест обитания и многих пород серые с выраженной ромбической сеткой чешуи, за что вид и получил своё название: reticulum с лат. — сетка, сеточка.

## Ареал

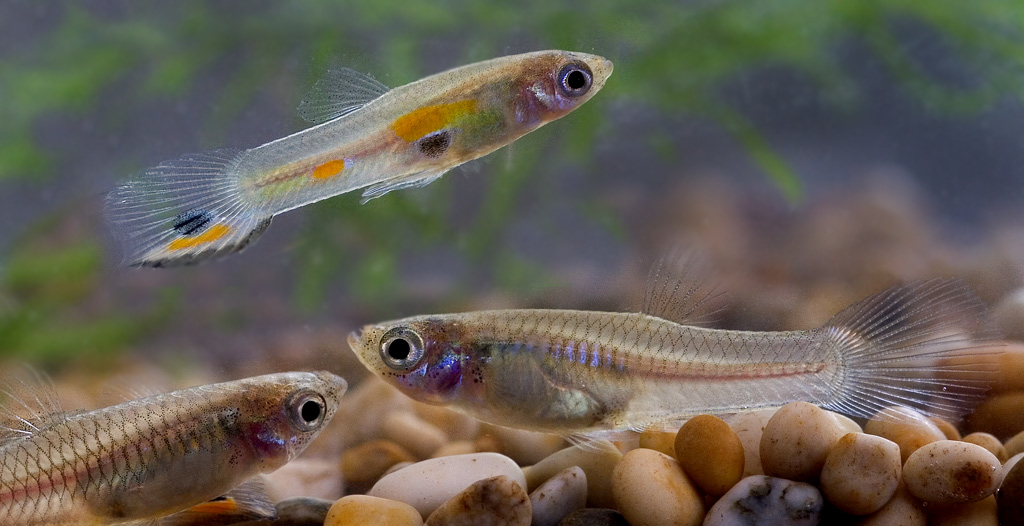
гуппи самец в верхней части из 2 самок диких гуппи

Пресные и солоноватые водоёмы Венесуэлы, Гвианы, к северу от Амазонки, в северной части Бразилии, на островах Барбадос и Тринидад.
Акклиматизированы на всех континентах (для борьбы с личинками малярийных комаров расселены по теплым водоёмам всего мира).
Популяция одичавших гуппи постоянно живёт в Москве-реке в районе сброса тёплых (горячих) вод в Люберцах и в других местах — видимо, эта популяция происходит от рыбок, выпущенных аквариумистами. В районах волжских городов (Тверь, Ярославль, Рыбинск, Нижний Новгород) отмечены самовоспроизводящиеся популяции одичавших гуппи на участках сброса подогретых вод, а также в прудах-отстойниках очистных сооружений.

## История
Гуппи получили своё название в честь английского учёного Роберта Джона Лечмера Гуппи, который в 1866 году сделал доклад перед членами Королевского общества, в котором рассказал о рыбках, не мечущих икру, а рожающих живых детёнышей. Однако позже выяснилось что этих рыбок уже описали в научных трудах.
В 1976 году две рыбки гуппи (самец и самка в лабораторном аквариуме объёмом 600 кубических сантиметров) были взяты на борт советской научной станции «Салют-5».

## Условия содержания в аквариуме
В домашнем аквариуме населяет все слои. В неволе живёт дольше и вырастает больше, чем в природе. В аквариумах чаще всего содержатся различные породы гуппи либо результат их смешения. Любят свежую чистую, регулярно частично сменяемую, воду и небольшое течение. При содержании в старой, редко сменяемой воде возможно обтрёпывание плавников, особенно вуалевых.
Весьма миролюбивы и способны уживаться с разными видами рыб. Важно только учитывать невозможность длительного проживания гуппи поодиночке. Поэтому заселять этих рыбок в аквариум необходимо парами или группами. Для группы из 5 пар рыб (5 самок и 5 самцов) достаточно аквариума ёмкостью 50—60 литров.
Оптимальной постоянной температурой воды является диапазон +24—26 °C (допустим температурный диапазон +23—28 °C). Выживают в диапазоне от +14° до +33 °C.
При низких температурах гуппи вырастают крупнее, живут 3—3,5 года, но при этом могут легко заболеть. Период беременности самок удлиняется, мальки рождаются крупными. При температуре воды ниже +18 °C развитие икры может приостановиться и репродуктивная функция оказывается в состоянии покоя.
В аквариуме, где содержатся гуппи, не следует сажать растения с крупными и жёсткими листьями. Лучше посадить растения с мелкими листьями, не имеющими острых краёв, о которые рыбки могут повредить плавники и хвосты. По этой же причине лучше отказаться от размещения в аквариуме гротов и предметов с острыми кромками — коряг, камней.
При высоких температурах гуппи живут 1 год и менее, вырастают мелкими. Длительность беременности самок становится короче, мальки рождаются мелкими. При содержании в верхнем температурном диапазоне +30—33 °C возможна «самостерилизация» из-за потери активности и способности к оплодотворению сперматозоидов.
- жёсткость: dH 10—25°, кислотность: pH 7. Гуппи лучше адаптируются к жёсткой воде и хорошо переносят солёность (в морской воде можно постоянно содержать взрослые особи гуппи).
- Оптимальная площадь дна, при условии, что аквариум имеет одинаковую площадь дна и водяной глади, аквариума для одной пары гуппи — 25×25 см при уровне воды около 15 см. При этом на каждую добавленную особь приплюсовывают 15 см².
- Всеядны — нуждаются в мелкой пище как животного происхождения, так и растительного. Главным образом это планктон: простейшие, коловратки: филодина, аспланха; ракообразные: циклоп, дафния, моина, личинки комаров: коретра, мотыль; кольчатые черви: малощетинковые черви: трубочники, аулофорус; нейстон: куколка комара; низшие растения: хлорелла, спирулина, а также некоторые водорослевые обрастания. Предпочитают разнообразные живые корма, но хорошо переносят качественный сухой корм. Тест-растение, наглядно демонстрирующее качество условий содержания гуппи в конкретном аквариуме — Цератоптерис (Папоротниковидные), причём содержать его в аквариуме с гуппи лучше в плавающем состоянии.

Гуппи неприхотливы, но максимального расцвета могут достичь только при благоприятных условиях. Потомство самых породистых родителей в плохих условиях не достигнет ни их яркости, ни их пышности плавников.
Обычно объём аквариума для гуппи колеблется в пределах 20—50 л с бортом около 5—7 см во избежание выпрыгивания рыб (если аквариум закрывается крышкой, то нужна принудительная аэрация). Без освещения гуппи, как и многие животные в неподходящих для жизни условиях, плохо растут и слабо окрашиваются. Если поставить аквариум так, чтобы утром или вечером в него ненадолго попадали прямые лучи солнца, то неприхотливые растения, вроде наяса и роголистника, будут хорошо расти. Аквариум с гуппи часто бывает оформлен грунтом (крупнозернистым песком или мелкой галькой), с посаженными в него растениями. Эти рыбы не роются и не повреждают растения. Миролюбивы. Оформление должно быть таким, чтобы было достаточно места для плавания.

## Размножение гуппи
Беременность самки, в зависимости от температуры воды, в которой рыбка содержится, длится 21—40 дней. По окончании периода беременности, в зависимости от возраста и размера самки, самка рожает от 1 до 200 мальков. Однократного спаривания достаточно для нескольких оплодотворений: самка рождает мальков порциями каждые месяц—полтора. Неоднократно регистрировались случаи, когда и через 12—14 месяцев после спаривания самки продолжали рожать мальков. Поэтому в селекции используются виргинные (девственные) самки, выращиваемые изолированно от самцов.
Первую неделю молодь держат в отсаднике, где они родились, а затем переводят в более просторные ёмкости. В месячном возрасте малёк начинает «определяться», то есть становится заметным отличие самцов и самок. У самок становится различимым так называемое родовое пятно — затемнение в анальной области (у пород со светлым фоновым окрасом родовое пятно плохо различимо). В 2—3 месяца у самцов начинает изменяться анальный плавник, превращаясь в гоноподий. В зависимости от расы гуппи, условий содержания и опыта аквариумиста определить пол мальков можно начиная с 14—30-дневного возраста.
Чтобы избежать неконтролируемого размножения гуппи, необходимо молодь разделить по полу и содержать раздельно. В зимний период можно поддерживать температуру воды с гуппи в пределах +18,0 °C, что позволит не только избежать ненужного нереста, но и отдохнуть самкам от родов.

## Приёмы селекции гуппи
Для селекции гуппи чаще всего используется совершенствующее трёхлинейное содержание породы. Это значит, что в трёх ёмкостях объёмом около 20 л содержатся 3 пары производителей. Для их потомства используются 6 нагульных аквариумов объёмом около 100 литров, в которых самцы и самки содержатся раздельно. Также для выращивания мальков и молоди гуппи используются дополнительные ёмкости, количество которых варьирует в каждом случае. После того, как производители завершают репродуктивную жизнь, их заменяют наилучшим собственным потомством. При этом самку от первой родительской пары сажают к самцу, рождённому от третьей пары производителей, самку от второй пары производителей — к самцу от первой пары производителей, самку от третьей пары производителей — к самцу от второй пары производителей. Такое смещение делается при каждой смене поколений рыб для снижения эффекта инбридинга, в результате которого ухудшается здоровье последующих поколений, размеры и окраска. Решается эта проблема обменом неродственных рыб аналогичной породы с другими разводчиками.

## Селекционеры
Селекцией гуппи занимаются гуппиводы — аквариумисты-любители с большим опытом и профессионалы. Чтобы заниматься селекцией гуппи, помимо общих знаний о биологии этой рыбы необходимы базовые знания в генетике, а также иметь аквариумную стойку.
Селекция гуппи носит соревновательный характер и во многих странах гуппиводы устраивают конкурсы, на которых выставляют свои достижения. В России конкурс гуппи проходит 1 раз в год (если бывает). В странах Западной Европы и Юго-Восточной Азии — каждые 2 месяца. После конкурса обычно проходит аукцион, на котором каждый желающий (при наличии соответствующих материальных средств) может купить лучших гуппи. Обычно стартовая цена на таких аукционах бывает от 5 евро, может достигать 100 и выше.

## Породы гуппи
В истоке любой породы — ограниченная группа выдающихся особей (иногда — вообще единственная рыбка, тип которой закреплён селекционерами).

Стандарт форм плавников пород гуппи: веерохвостые (принят только в России)

Порода (Синоним): Породные типы — Примечание
- Веерохвостая: Алая, Синяя
- Вуалевая (Шлейфовая): Изумрудная, Темнохвостая, Темнохвостая коврового типа
- Вуалево-шарфовая — Спинной плавник в виде шарфа, хвостовой в виде вуали.
- Зелёная Гладкая: Московская Сине-зелёная — тип, не отличающийся стабильностью
- Ковровая: Бархатная, Гвоздика, Испанская
- Краснохвостая Получёрная (Берлинская): Множество внутрипородных типов — Очень устойчивая порода
- Круглохвостая
- Ленточная — Хвостовой плавник удлинён в нижней части в виде ленты. У лучших экземпляров она длиннее корпуса. Изредка лента есть и на верхней лопасти хвостового плавника. Середина хвоста всегда бесцветна.
- Ленточно-шарфовая — Спинной плавник в виде шарфа, хвостовой в виде ленты.
- Получерная или леопардовая
- Сетчатая — Брак от получёрных
- Сетчатая золотая
- Смарагдовая или гуппи Виннера
- Смарагдовая золотая
- Шарфовая: Московская шарфовая, Получёрная шарфовая, Сетчатая шарфовая, Цветная шарфовая — Спинной плавник удлинён и расширен, свисает в сторону.

## Некоторые расы
[Обратите внимание, что по правилам написания биологических наименований названия пород и сортов пишутся в ОДИНАРНЫХ кавычках и с языка оригинатора не переводятся — названия записываются транслитерацией и произносятся на любом языке одинаково.]
Коммерческие названия
- ‘Albino‘
- ‘Albino Pastell’
- ‘Arctic Blue’
- ‘Black’
- ‘Blonde’
- ‘Blonde Red Tail’
- ‘Blue’
- ‘Blue Diamond’
- ‘Blue Grass’
- ‘Blue Jeans‘
- ‘Blue-Lightning’
- ‘Blue Metal’
- ‘Blue Mosaic’
- ‘Blue Neon’
- ‘Blue Red-Scissortail
- ‘Blue Snakeskin’
- ‘Bottom Sword’
- ‘Bumble-Bee’
- ‘Calico Lyretail’
- ‘Canadian-White’
- ‘Cobra Blonde’
- ‘Cobra Blue’
- ‘Cobra Golden’
- ‘Cobra Green’
- ‘Cobra Red’
- ‘Cobra Yellow’
- ‘Diamond Blue’
- ‘Double-Sword’
- ‘Dragon Head Tuxedo’
- ‘Dragon Head Tuxedo Red’
- ‘Electric-Blue’
- ‘Flame’
- ‘Flamingo’
- ‘Flamingo-Gold Body‘
- ‘Flamingo-Tuxedo’
- ‘Full Black’
- ‘German Yellow Tail’
- ‘Gold Laser’
- ‘Golden’
- ‘Golden Blonde’
- ‘Golden Pheonix’
- ‘Golden Snakeskin’
- ‘Gold-Green Lyretail’
- ‘Green Diamond’
- ‘Green Glass Cobra’
- ‘Green Neon Lyretail’
- ‘Green Pheonix’
- ‘Green Red Tail’
- ‘Green Snakeskin’
- ‘Green Tail’
- ‘Half Black’
- ‘Half Black Blonde’
- ‘Half Blue Neon‘
- ‘Half Green’
- ‘Half Tuxedo-Blue Red Tail’
- ‘Japan Blue’
- ‘Japan Blue Lyretail’
- ‘Japanese Pingu’
- ‘King Cobra Blue’
- ‘King Cobra Green’
- ‘King Cobra Green Blue Crescent’
- ‘King Cobra Red’
- ‘King Cobra Sunrise’
- ‘Leopard’
- ‘Lyretail Bunt’
- ‘Lyretail Gold’
- ‘Magenta-Purple’
- ‘Metal Blue’
- ‘Metal Green’
- ‘Mosaic’
- ‘Moscow Blue’
- ‘Moscow Green’
- ‘Moscow Red Albino’
- ‘Moskau Bunt’
- ‘Multicolor Blonde’
- ‘Multicolor Neon’
- ‘Multicolor Tail’
- ‘Multicolor’
- ‘Neon Black’
- ‘Neon Blue’
- ‘Neon Cobra’
- ‘Neon Flame’
- ‘Neon Gold’
- ‘Neon Green’
- ‘Neon Green Lyretail’
- ‘Neon Lyretail’ Assorted
- ‘Neon Red Blonde’
- ‘Neon Red Tuxedo’
- ‘Neon Rose (Neon Rosy)’
- ‘Panda‘
- ‘Paradise Neon Gold’
- ‘Paradise’
- ‘Pastell Neon Blue’
- ‘Platin Snakeskin Cobra’
- ‘Purple Diamond’
- ‘Rainbow’
- ‘Rainbow Lyretail’
- ‘Red’
- ‘Red Blonde‘
- ‘Red Eye’
- ‘Red Eye Diamond’ Assorted
- ‘Red Leopard’
- ‘Red Mosaic’
- ‘Red Neon’
- ‘Red Neon Lyretail’
- ‘Red Pink Top’
- ‘Red Snakeskin’
- ‘Red Spotted Variegated’
- ‘Red Tuxedo Neon‘
- ‘Red-Barbie’
- ‘Silver Red Tail’

Стандарты форм плавников для пород гуппи, принятые в Западной Европе и России: A — узкоугольные, B — триангель, C — юбочные, D — флаговые, E — вилочные, F — верхний меч, G — нижний меч, H — лирохвостые, I — лопатохвостые, J — копьехвостые, K — круглохвостые, L — иглохвостые

- ‘Silver-Blue Red Tail’ (’Silver Blue Redtail’)
- ‘Snakeskin Blue’
- ‘Snakeskin Half Moon‘
- ‘Snakeskin Roundtail Filigran’
- ‘Snow’
- ‘Snow Flower’
- ‘Sunset’
- ‘Tiger-Roundtail’
- ‘Tuxedo’
- ‘Tuxedo Blonde Red’
- ‘Tuxedo Flame Red’
- ‘Tuxedo Gold’
- ‘Tuxedo Golden’
- ‘Tuxedo Green’
- ‘Tuxedo Silver’
- ‘Tuxedo White Skirt’
- ‘Variegated’
- ‘Variegated Blue Spot’
- ‘Yellow’
- ‘Yellow Leopard’

Дикие расы, «аквариумного разведения»
- ‘Brazil’
- ‘Caracas’
- ‘Jamaica’
- ‘Venezuela’

Дикие расы, «природного вылова»
- ‘Belem’ mixed
- ’Brazil’ mixed
- ’Columbia’ mixed
- ‘Guyana’ mixed

## Некоторые научные публикации
- Бляхер Л. Я. Y-хромосома и определение пола // М.: ТЛЭБ. — Том II. — 1926. — С. 299.
- Бляхер Л. Я. Зависимость самцовых признаков от половой железы у Lebistes reticulatus. I. Сообщение. Исчезновение окраски у самцов в связи с атрофией гонад // М.: ТЛЭБ. — Том I. — 1926. — С. 81.
- Бляхер Л. Я. Зависимость самцовых признаков от половой железы у Lebistes reticulatus. II. Сообщение. Случай гермафродитизма у Lebistes // М.: ТЛЭБ. — Том I. — 1926. — С. 90.
- Бляхер Л. Я. Материалы по генетике Lebistes reticulatus Peters [I] // М.: ТЛЭБ. — Том III. — 1927. — С. 139.
- Бляхер Л. Я. Материалы по генетике Lebistes reticulatus [II] // М.: ТЛЭБ. — Том IV. — 1928. — С. 245.
- Бляхер Л. Я. Обзор новейшей литературы по признакам пола у рыб // М.: ТЛЭБ. — Том I. — 1926. — С. 219.
- Бляхер Л. Я. Случай гермафродитизма у Lebistes // М.: ТЛЭБ. — Том I. — 1926. — С. 90.
- Кирпичников В. С. Аутосомальные гены у Lebistes reticulatus и проблема возникновения генетического определения пола // М.: Биол. Жур. — Том IV, вып. 2. — 1935. — С. 343.
- Натали В. Ф. и А. И. К вопросу о локализации генов в X- и Y-хромосомах у Lebistes reticulatus // М.: Ж. эксп. биол. — Том VII, вып. 1. — 1931. — С. 41.